# Площадь Вахитова (Казань)
Пло́щадь Вахи́това (тат. Вахитов мəйданы) — площадь в центре Казани, на южной оконечности Старой Татарской слободы, на границе Вахитовского и Приволжского районов города.
Площадь расположена на сложном неортогональном пересечении 6 дорог 5 улиц: Габдуллы Тукая (основная от центра и южная части), Нурсултана Назарбаева, Техническая, Шигабутдина Марджани, Братьев Петряевых.

## История
Площадь существовала со времени появления в 1930-х годах улиц Технической и Эсперанто (ныне — Нурсултана Назарбаева), а официально была зарегистрирована в 1962 году и получила название в честь главного татарского революционера Мулланура Вахитова по данному ранее в его честь новому названию расположенного здесь бывшего мыловаренно-химического завода Крестовниковых, который стал Химкомбинатом имени Вахитова (ныне — «Нэфис»).
Ранее площадь, одним из немногих мест в городе, имела круговое движение вокруг расположенной в центре зелёной клумбы (кроме проходившей сбоку от клумбы трамвайной линии). В 2007-08 годах клумба и круговое движение на площади были ликвидированы.

## Общие сведения

Здание товарищества «Братья Крестовниковы»

Начало отходящей в северном направлении от площади Вахитова улицы Нурсултана Назарбаева приходится на мост над Ботанической протокой между озёрами Нижний и Средний Кабан.
На площади расположены преимущественно здания промышленных предприятий, а также единственное общественное здание — Казанский механико-технологический техникум пищевой промышленности между улицами Габдуллы Тукая и Шигабутдина Марджани (старое тёмно-кирпичное здание ремесленного училища конца XIX века с архитектурными элементами в виде рельефной отделки). Между улицами Габдуллы Тукая (основная часть) и Братьев Петряевых расположен производственный корпус химкомбината (старое здание с обновленным в 2000-х годах фасадом), между улицами Братьев Петряевых и Габдуллы Тукая (южная часть) — его же сервисно-бытовой центр (облицованное стеклом здание постройки 2000-х годах) и здания валяльно-войлочного комбината, между улицами Габдуллы Тукая (южная часть) и Технической — здания комбината «Татмебель» и торгового центра «Центральный дом мебели». К углу между улицами Шигабутдина Марджани и Нурсултана Назарбаева примыкает водная гладь Нижнего Кабана. От угла между улицами Нурсултана Назарбаева и Технической идёт новая территория Казанского зооботсада.

## Транспорт
Через площадь по улицам Габдуллы Тукая (основная часть) и Технической проходит одна из старейших линий трамвая, построенная в 1880-х годах для конки, по которой c 1899 года проходит трамвайный маршрут № 3, а также кольцевые маршруты 5 и 5а. Через площадь проходит несколько автобусных маршрутов — они идут по направлениям с каждой на каждую из трёх улиц — Габдуллы Тукая (основная часть), Техническую, Нурсултана Назарбаева.
Недалеко от площади в направлении улицы Братьев Петряевых находится железнодорожная станция Вахитово южного внутригородского железнодорожного хода, от которой подъездная ветка отходит и подходит почти к площади на территории валяльно-войлочного комбината.